# JAPS -JYOSEI and AKIRA Personal selection-
JAPS -JYOSEI and AKIRA Personal selection-（ジャップス ジョウセイ・アンド・アキラ・パーソナル・セレクション）は2001年11月21日、徳間ジャパンコミュニケーションズより発売されたinfixのベスト・アルバムである。

## 解説
アルバム初収録の「愛が止まらない」を含むDISC1は長友仍世による選曲、DISC2は佐藤晃による選曲。

## 収録曲

### DISC1（JYOSEI SIDE）
1. Romancing Journey
作詞・作曲：長友仍世／編曲：坂崎幸之助 with infix
2. ハートビートで追いかけろ!
作詞・作曲：長友仍世／編曲：板倉雅一
3. YOU ARE THE ONE〜君がすべて〜
作詞・作曲：長友仍世／編曲：板倉雅一
4. 愛が止まらない
作詞：大津あきら／作曲・編曲：川村栄二
5. CHANGING MY LIFE
作詞・作曲：長友仍世／編曲：板倉雅一・infix
6. 傷だらけの天使になんてなりたいとは思わない
作詞：田村直美／作曲：Jeff Creatures・Joey Carbone／編曲：須貝幸生・神長弘一・infix
7. 草原のユーフォリア
作詞・作曲：長友仍世／編曲：板倉雅一・infix
8. answer
作詞：真名杏樹・長友仍世／作曲：長友仍世／編曲：板倉雅一・infix
9. 涙・抱きしめて
作詞：工藤哲雄・長友仍世／作曲：長友仍世／編曲：土方隆行
10. Hang Him High
作詞：長友仍世／作曲：佐藤晃／編曲：infix
11. STILL ALONE (true version)
作詞・作曲：長友仍世／編曲：infix
12. 君の他には誰も愛せない
作詞・作曲：長友仍世／編曲：infix

### DISC2（AKIRA SIDE）
1. 涙のハーバーライト
作詞・作曲：佐藤晃／編曲：坂崎幸之助 with infix
2. SLOW DOWN
作詞・作曲：佐藤晃／編曲：板倉雅一
3. IN THE SUMMER
作詞・作曲：長友仍世／編曲：板倉雅一
4. WINNERS FOREVER〜勝利者よ〜
作詞・作曲：長友仍世／編曲：板倉雅一・infix
5. MY PRECIOUS TOWN
作詞：長友仍世／作曲：佐藤晃／編曲：板倉雅一・infix
6. 100万光年の彼方
作詞：田村直美／作曲：石川寛門／編曲：須貝幸生・神長弘一・infix
7. ひとりじゃないから
作詞・作曲：佐藤晃／編曲：佐藤晃・板倉雅一
8. We're Alive
作詞：長友仍世／作曲：佐藤晃／編曲：infix
9. DEVIL
作詞：長友仍世／作曲：佐藤晃／編曲：infix
10. VIORET DESIRE
作詞：長友仍世／作曲：佐藤晃／編曲：infix
11. 6ペンスの雨
作詞：長友仍世／作曲：佐藤晃／編曲：infix
12. A・RI・A・KE〜有明〜
作曲・編曲：infix